# چپانلو
چپانلو نام روستایی تاریخی در استان خراسان شمالی است. این روستا از توابع شهرستان شیروان است.

## موقعیت
در فاصلهٔ ۴۴ کیلومتری شمال شرق شیروان قرار دارد که از شمال به روستای اوغاز تازه و از جنوب به روستای شکرانلو و از شرق به کوه کیسمار و از غرب به کوه قنبر و روستای تاریخی متروکه شده توپارچه محدود است که دارای ۶۴ خانوار و ۳۱۶ نفر جمعیت است.

## گویش
مردم چپانلو به زبان کردی کرمانجی تکلم می‌کنند و از ایل سیفکانلو هستند. این روستا جزء دهستان سیوکانلو شیروان می‌باشد.

## وجه تسمیه
نام سابق این روستا بهارلق بوده که قبل از مهاجرت اکراد به شمال خراسان در زمان صفویه روستایی بزرگ و آباد بوده‌است و معمولاً به عنوان بهارلق یعنی ییلاق و محل استراحت خوانین محلی بود اما پس از استقرار اکراد و بیرون راندن ازبکان در سال ۱۲۴۸ قمری هنگامی که حاکم مقتدر شیروان و منطقهٔ شمال خراسان، رضاقلی‌خان از دستور دولت مرکزی (قاجاریه) سرپیچی می‌کند و حکومت مستقلی برای خود تشکیل می‌دهد. شهر شیروان (کهنه شهر) توسط عباس میزا نایب‌السلطنه محاصره و به توپ بسته می‌شود. در همین اثنا طایفهٔ کم‌کیل از ایل کرمانج سیفکانلو که در روستای بهارلق زندگی می‌کردند با احساس خطر، اطراف بهارلق را حصارکشی کرده و به تعمیر و ترمیم برجها و باروها مبادرت می‌نمایند و چون این کار با عجله انجام می‌گیرد، دروازه ورودی بهارلق را در هنگام نصب به عوض این که به داخل روستا گشوده شود اشتباهاً برعکس نصب می‌کنند که به بیرون قلعه گشوده می‌شود و… دشمن نیز با توجه به موقعیت دروازهٔ بهارلق، در اولین حمله آن را می‌گشاید …از آن زمان به تقریر مطلعین نام بهارلق، به مرور منسوخ و نام چیه یا چپان یا چپانلو به آن گفته می‌شود.

## آثار تاریخی
قبرستان قدیمی و وسعت روستا، آسیاب قدیمی کنار چشمه، باغ ارمنی‌ها، آثار بازار و میدان خرید و فروش دام به نام ایشک بازاری و دیگر آثاری که در گوشه و کنار این روستا دیده می‌شود جملگی دلیلی بر قدمت و سابقهٔ تاریخی چپانلو یا بهارلق می‌باشد.

## کوه‌های چپانلو
عبارت‌اند از: کمرکیسمار، کمرکاریز، کمرآق، کمرقره‌قوش و کمرقمه که با توجه به آب و هوای منطقه بسیار سرسبز و دارای گیاهان طبی و خوراکی: هَلِز، سیب‌تالک، آنوخ، چریش، پونه، گَوَن، شقایق، زرگ (زرشک)، سامی، درمنهٔ ترکی، ترخ، قسنی، کاج و لاله ومرتی مناسب برای چرای دام می‌باشد.

## دره‌های چپانلو
دره‌های: ناله‌آوه، ناله‌اُلنگ، ناله قره‌قوش، ناله سرچاوی مرحوم پولاد فولادی، ناله اُزدک، ناله نوروزبیک و چشمه‌های، کانی کاریز، کانی ازوالیان، کانی شور، کانی عبدالعلی و سرچشمه در حوزهٔ این روستا قرار دارد.

## شغل اهالی
شغل عمدهٔ مردم دامداری است و در زمینهٔ کشاورزی و باغداری نیز فعالیت دارند.

## محصولات
محصولات اصلی آن: فراورده‌های دامی، گندم، جو، بادام، سیب زمینی، سیب درختی، گردو، زردآلو گیلاس، و گوجه درختی است و..

## صنایع دستی
صنایع دستی آن قالی‌بافی و گلیم‌بافی و بافت دستکش، جوراب، کلاه و شال‌گردن پشمی و کرکی می‌باشد.

## ساخت باجگیران
بخش باجگیران که یکی از مراکز مهم داد و ستد ایران - ترکمنستان می‌باشد توسط چپانلوئی‌ها بنا گردیده‌است.

## پوشش اهالی
زنان کرد چپانلو اصالت پوشاک سنتی خود را نیز به خوبی حفظ کرده‌اند به طوری که لباس نان کرد شامل پیراهن بلند به نام کاراس که قسمتی از شیلوار (شلیته) پرچین و بلند را می‌پوشند و «که‌ون» بزرگ و یل «کت» است. یکی از روستاییان در کنار چشمه‌ای با نشان دادن اثر پای اسبی بر روی تخت سنگ، معتقد بود که اثر فوق جای پای دُلدُل است! که معمولاً از این گونه اعتقادات در اکثر روستاها وجود دارد و نمی‌تواند صحیح باشد.

## امکانات
امکانات چپانلو در حال حاضر شامل: اینترنت پرسرعت موبایل و تلفن ثابت راه آسفالته، سرویس ایاب و ذهاب، دبستان، لوله‌کشی آب آشامیدنی، گاز، برق، شرکت تعاونی و شورای ده‌است.